# Petrell prió beccurt
El petrell prió beccurt (Pachyptila turtur) és una espècie d'ocell de la família dels procel·làrids (Procellariidae) d'hàbits pelàgics que habita els mars subantàrtics fins als 35°S. Cria a les illes de l'estret de Bass i a illes petites de Nova Zelanda, des de les Poor Knights fins a les Snares, i a Chatham i Antípodes.